# Polifonici Vicentini
Il coro dei Polifonici Vicentini è sorto nel 1980 a Vicenza ed è diretto dal maestro Pierluigi Comparin organista e docente al conservatorio di Vicenza "Arrigo Pedrollo".

## Storia
I polifonici Vicentini nascono  inizialmente come coro virile, integrato, poco tempo dopo, dalle voci femminili. Innumerevoli concerti hanno visto il coro vicentino protagonista in tutta Italia e in Europa.

## Discografia
- In Nativitate Domini - Nuove Musiche Natalizie De Marzi - Durighello - Pressato - Signorini – Lanaro
- F. Schubert: “Messa nr. 2” D.167 per soli, coro e orchestraI Polifonici Vicentini - Orchestra del Teatro Olimpico di Vicenza
- F. Corteccia: “Passione di Christo secondo Giovanni” (1527) per voce recitante e coro a quattro voci virili I Polifonici Vicentini - Voce recitante Bepi De Marzi
- Vivaldi: “Magnificat” RV610 per soli, coro, archi e continuo “Gloria” RV 589 per soli, coro a 4 voci miste e orchestra I Polifonici Vicentini - Insieme strumentale A. Corelli Direttore F. Missaggia
- J.S.Bach: “Jesu meine freude” Mottetto BWV 227 “Christ lag in todes banden” Cantata BWV 4 I Polifonici Vicentini - I musicali affetti